# 山啸鹟
山啸鹟（学名：Pachycephala implicata），是啸鹟科啸鹟属的一种，分布于所罗门群岛和巴布亚新几内亚。该物种的保护状况被评为无危。
山啸鹟的平均体重约为34.5克。栖息地为亚热带或热带的湿润山地林。